# Francesco Milizia (sceneggiatore)
Francesco Milizia (Roma, 12 gennaio 1920 – Roma, 15 aprile 1983) è stato uno sceneggiatore italiano.

## Filmografia

### Cinema
- La ragazzola, regia di Giuseppe Orlandini (1965)
- Non sta bene rubare il tesoro, regia di Mario Di Nardo (1967)
- Una cavalla tutta nuda, regia di Franco Rossetti (1971)
- Giovannona Coscialunga disonorata con onore, regia di Sergio Martino (1972)
- Anna, quel particolare piacere, regia di Giuliano Carnimeo (1973)
- Patroclooo!... e il soldato Camillone, grande grosso e frescone, regia di Mariano Laurenti (1973)
- La signora gioca bene a scopa?, regia di Giuliano Carnimeo (1974)
- Furto di sera bel colpo si spera, regia di Mariano Laurenti (1974)
- Il pavone nero, regia di Osvaldo Civirani (1974)
- Nipoti miei diletti, regia di Franco Rossetti (1974)
- Classe mista, regia di Mariano Laurenti (1975)
- Il sogno di Zorro, regia di Mariano Laurenti (1975)
- L'insegnante, regia di Nando Cicero (1975)
- La dottoressa del distretto militare, regia di Nando Cicero (1976)
- La liceale, regia di Michele Massimo Tarantini (1976)
- La professoressa di scienze naturali, regia di Michele Massimo Tarantini (1976)
- La segretaria privata di mio padre, regia di Mariano Laurenti (1976)
- La poliziotta fa carriera, regia di Michele Massimo Tarantini (1976)
- Quel movimento che mi piace tanto, regia di Franco Rossetti (1976)
- La compagna di banco, regia di Mariano Laurenti (1977)
- La vergine, il toro e il capricorno, regia di Luciano Martino (1977)
- Taxi Girl, regia di Michele Massimo Tarantini (1977)
- La soldatessa alla visita militare, regia di Nando Cicero (1977)
- L'insegnante va in collegio, regia di Mariano Laurenti (1978)
- L'insegnante viene a casa, regia di Michele Massimo Tarantini (1978)
- La liceale nella classe dei ripetenti, regia di Mariano Laurenti (1978)
- L'infermiera di notte, regia di Mariano Laurenti (1979)
- L'infermiera nella corsia dei militari, regia di Mariano Laurenti (1979)
- La liceale seduce i professori, regia di Mariano Laurenti (1979)
- La poliziotta della squadra del buon costume, regia di Michele Massimo Tarantini (1979)
- La dottoressa ci sta col colonnello, regia di Michele Massimo Tarantini (1980)
- La ripetente fa l'occhietto al preside, regia di Mariano Laurenti (1980)
- La moglie in vacanza... l'amante in città, regia di Luciano Martino (1980)
- L'insegnante al mare con tutta la classe, regia di Michele Massimo Tarantini (1980)
- La poliziotta a New York, regia di Luciano Martino (1981)
- La settimana al mare, regia di Mariano Laurenti (1981)
- L'onorevole con l'amante sotto il letto, regia di Mariano Laurenti (1981)
- Una vacanza del cactus, regia di Mariano Laurenti (1981)
- La dottoressa preferisce i marinai, regia di Michele Massimo Tarantini (1981)
- Il marito in vacanza, regia di Maurizio Lucidi (1981)
- W la foca!, regia di Nando Cicero (1981)
- Il tifoso, l'arbitro e il calciatore, regia di Pier Francesco Pingitore (1982)
- Il sommergibile più pazzo del mondo, regia di Mariano Laurenti (1982)

### Televisione
● Geminus, regia di Luciano Emmer (1969)
- K2 + 1, regia di Luciano Emmer (1971)